# Томсон, Сьюзен
Сьюзен Мишель Томсон (англ. Susan Michelle Thomson, 1968, Канада) — канадская учёная, политолог, конфликтолог, юрист в области прав человека. Профессор исследований мира и конфликтов в Колгейтском университете (США). Бакалавр права, доктор философии (PhD) по политологии.
Значительную часть своей жизни провела в Руанде, а вернувшись в Канаду, посвятила ряд книг истории страны после геноцида 1994 года. Первоначально Томсон была ярой сторонницей Руандийского патриотического фронта (РПФ), однако в дальнейшем её взгляды изменились, и в своих современных работах она подвергает критике правительство Поля Кагаме за его политику в области прав и свобод человека, за что была объявлена в стране «персоной нон грата».
Считается одним из ведущих специалистов по постгеноцидной Руанде, в особенности по её внутренней политике и правам человека в стране. Постоянный координатор ООН в Руанде с июля 1998 по декабрь 2000 года.

## Биография
Сьюзен Томсон родилась в 1968 году. Высшее образование (Бакалавр гуманитарных наук) по квалификации «Юрист в области прав человека» получила в университете Сэнт-Мэри в Галифаксе, Канада. С августа 1993 по сентябрь 1994 года она была научным сотрудником программы ООН «Женщины в развитии населённых пунктов» в Найроби, Кения, путешествуя по различным странам Южной Африки, в том числе по Руанде. Здесь Сьюзен стала свидетелем геноцида и гражданской войны, что сильно сказалось на её дальнейшей жизни и повлияло на её мировоззрение. В дальнейшем она перебралась в Уганду. В 1995 году она поступила в Лондонский университет, который закончила с дипломом бакалавра права, попутно работая младшим сотрудником Программы ООН по населённым пунктам в Кении. С сентября 1997 по июль 1998 года — научный сотрудник OHCHR, программы Организации Объединённых наций по восстановлению правопорядка в Руанде.
С июля 1998 по декабрь 2000 года Сьюзен преподавала право в Национальном университете Руанды в Хуе от имени Агентства США по международному развитию, а также работала на должности постоянного координатора ООН в Руанде. В дальнейшем Томсон вернулась в Канаду, где начала обучение на получение степени доктора философии по политологии в университете Дэлхаузи в Галифаксе. Проходя обучение, она вернулась в Руанду для сбора информации о новом государстве и продолжении своей работы в стране.
В промежутке между 2007 и 2009 годом Сьюзен брала интервью у гражданина-хуту, который был по неизвестной причине заключён в руандийскую тюрьму. Она представилась адвокатом осуждённого и отказалась объяснять полицейским, зачем конкретно ей это было нужно. Тогда они конфисковали паспорт Сьюзен и отправили её на «курсы по перевоспитанию», где Томсон находилась в течение пяти недель, после чего ей удалось сбежать. Она покинула страну, и вскоре правительство Поля Кагаме объявило Сьюзен персоной нон грата. Вернувшись в Канаду, она защитила в 2009 году диссертацию на доктора философии по политологии с темой Resisting Reconciliation: State Power and Everyday Life in Post-Genocide Rwanda (с англ. — «Сопротивление примирению: государственная власть и повседневная жизнь в Руанде после геноцида»). 1 июля 2012 года Сьюзен была принята на работу в Колгейтский университет, расположенный в штате Нью-Йорк, США. По состоянию на 2022 год она работает профессором исследований мира и конфликтов данного университета.

## Научная деятельность
Сьюзен Томсон является автором ряда статей в ведущих научных журналах мира, в частности Journal of Modern African Studies, Africa и African Studies Review (Издательство Кембриджского университета), African Affairs (Издательство Оксфордского университета), Peace Review (Раутледж), участницей, организатором и соорганизатором более чем десятка крупных международных конференций и коллегий. Помимо этого она являлась специальным наблюдателем от Канады на международном трибунале по Руанде, который устанавливал вину отдельных лиц за геноцид.
1 июля 2019 года она стала гостем документальной программы Австралийской телевещательной корпорации с тем же названием, что и её последняя монография. Программа вышла в эфире общественно политической передачи Late Night Live Филлипа Адамса. В ней Сьюзен рассказывала о том, к чему пришла Руанда после геноцида, а также о политике правительства Кагаме и о перспективах развития страны.

### Монографии и их профессиональная оценка
«Шепот правды власти. Повседневное сопротивление примирению в постгеноцидной Руанде»
В 2013 году Томсон опубликовала работу Whispering Truth to Power: Everyday Resistance to Reconciliation in Postgenocide Rwanda (с англ. — «Шёпот правды власти: повседневное сопротивление примирению в постгеноцидной Руанде»), в которой исследуется, как обычные руандийские граждане реагируют на государственные программы по национальному примирению. Она демонстрирует, что данная программа не приносит пользу всем руандцам, и предназначена для усиления власти избранных элит, делая особый акцент на судах Гачача, которые вместо того, чтобы искать виновных в геноциде, нередко давили развивающееся в стране политическое сопротивление правительству Кагаме. Для того, чтобы доказать, что ничего дельного при такой внутренней политике, направленной лишь на удержание власти группой привилегированных лиц не получится, Сьюзен сначала рассказывает о своём опыте знакомства со страной и прибывания в ней, делая работу более личной, а затем обращается к истории, рассказывая о том, как бельгийский авторитаризм и тотальный контроль привёл страну к революции, что вылилась в гражданскую войну и геноцид. Согласно Сьюзен, победу в первой и прекращение второго РПФ использует в политических целях для того, чтобы доказать свою избранность и чтобы показать, что именно они «спасли Руанду» и что только они способны ей править. Томсон пишет о том, что вопрос национального единства и примирения сам по себе — это не вопрос этнической или национальной принадлежности, как его себе представляет власть Кагаме, а вопрос бедности. Крестьяне сообщают Томсон, что эта политика используется правительством для социального контроля и манипуляций. Однако Сьюзен в книге проводит явную черту, разделяющую мнение трёх бедных слоёв населения: бедняков (руанда abakene), обездоленных (руанда abatindi) и совсем жалких нищих (руанда abatindi nyakujya), показывая разницу в жизни различных слоёв страны.
Историк Эрин Джесси похвалил книгу за «богатую этнографическую информацию». В своей рецензии Джесси пишет о том, что Томсон «бросает серьезный вызов утверждениям как правительства Руанды, так и международного сообщества о том, что программа национального единства и примирения РПФ позитивно влияет на изменения в Руанде». Аналогичного мнения придерживается и политолог Николас ван де Валле, который заявляет, что благодаря обширной источниковедческой базе, что находится у Томсон, она стала первой, что развенчала «миф о национальном примирении». Согласно доценту Калифорнийского университета Саре Уоткинс, книга Сьюзен является крайне убедительной демонстрацией провальности политики Кагаме по национальному примирению, поскольку около 66 % всех руандеров не доверяют ей. Доктор Сильке Ольденбург, этнолог из Базельского университета (Швейцария) в своей рецензии пишет о том, что Сьюзен «даёт возможность крестьянам Руанды рассказать всё, что они думают о политике власти». Рецензент находит также и главную проблему книги: по его мнению, три категории, что выделила Сьюзен, не являются эмическими понятиями, поскольку они были введены решением «сверху-вниз» и воплощены в презентации автора, хотя в реальном мире вряд ли есть. Сильке также пишет о том, что в книге часто есть противоречия, однако она считает, что это нормально, поскольку работа основана на историях из жизни конкретных людей, а разным людям свойственно по разному воспринимать даже одинаковые события. Ольденбург пишет, что эти истории раскрывают многое из жизни постгеноцидной Руанды, что делает работу максимально ценной для понимания ситуации в стране. Однако при этом этнолог считает, что главы порой излишне гладко подтверждают выдвинутые автором книги в самом начале тезисы, не раскрывая некоторые особенности, вроде роли местных чиновников, что делает работу достаточно чёрно-белой, где власти выставляются однозначно плохими, а «страдающее население» — однозначно
«Руанда. От геноцида к неустойчивому миру»
В 2018 году вышла последняя на 2021 год монография Сьюзен Томсон — Rwanda: From Genocide to Precarious Peace (с англ. — «Руанда: от геноцида к неустойчивому миру»). В книге Сьюзен задаётся вопросом: «Возможно ли построить процветающее общество в стране, которую всего два десятка лет назад разрывала на части ярость геноцида?». Однако основной анализ сосредоточен на том, насколько долго может продлиться этот хрупкий мир, а также на том, как «Видение 2050» (программа по превращению страны в «африканский Сингапур» к 2050 году) влияет на обычных граждан, которые сталкиваются со значительными экономическими проблемами, пока правительство проводит политику усиленной модернизации. В своём анализе Томсон поднимает фундаментальные вопросы о направлении развития страны и её долгосрочных перспективах. Сьюзен также критикует законодательство об отрицании геноцида, которое, по её мнению, создаёт излишне монолитную и оппортунистическую версию истории, в которой хуту однозначные злодеи, а тутси — однозначные жертвы, а критика Руандийского патриотического фронта, что «спас страну от развала, а тутси — от полного уничтожения», приравнивается к отрицанию геноцида. В конце она приводит довод о том, что политическая система в Руанде де-факто не изменилась, поскольку между жестокой диктатурой Хабиариманы и близким к нему режимом Кагаме больше общего, чем различий. Как и Хабиаримана, Кагаме сваливает беды страны на западных колонистов. Не отрицая «гнусного воздействия колонизаторов», Томсон приводит аргументы почему все три режима — «одного поля ягоды», а сложившийся в стране «неустойчивый мир» — «принудительный и явно отрицательный мир, отмеченный просто отсутствием активного насилия».
Токийский учёный Герман Салтон из Международного христианского университета, специализирующийся на международных отношениях, в своей рецензии пишет о том, что сильной стороной книги Томсон является непредрешённость поставленного ей вопроса. Он называет проведённый ей анализ «очень хорошим». Приведённый же в конце книги довод учёный назвал «поразительным и зловещим», однако убедительно доказанным. Адити Малик, учёный-международник из Колледжа Святого Креста написал о том, что основная идея книги — показать внутреннюю непоследовательность политики РПФ, и с этим исследование более чем справляется. Директор-основатель некоммерческой организации Vanguard Africa Foundation, написал, что книга лучше всего смотрится как дополнение к ранее вышедшим работам о растущем авторитаризме правительства Кагаме — In Praise of Blood: The Crimes of the Rwandan Patriotic Front (с англ. — «Хвала крови: Преступления Руандийского патриотического фронта») журналистки Джуди Ривер, в которой она подробно рассказывает о преступлениях, якобы массово совершаемых РПФ, и Bad News: Last Journalists in a Dictatorship (с англ. — «Плохие новости: последние журналисты при диктатуре»), что рассказывает о подавлении свободы слова в стране. Все три книги являются рассказом об одном из самых неоднозначных правителей Африки, а возможно и всего мира, что ведёт экономическое развитие страны, при этом кроваво расправляясь со всеми своими оппонентами. По мнению рецензента, книга заставляет над многим подумать после прочтения и содержит свидетельства, которые запомнятся надолго и после прочтения. Николас ван де Валле пишет о том, что хотя исследований геноцида огромное количество, до Сьюзен практически не было историй постгеноцидной Руанды, которая управляется крайне неоднозначным лидером: мудрым финансистом и дипломатом, любимцем международных организаций, который при этом правит максимально авторитарно, с многочисленными нарушениями прав человека, которые эти самые организации описывают как понятные и логичные, учитывая историю страны. Согласно ван де Валле, «одним из основных постулатов» книги является то, что в стране всё больше растёт недовольство режимом и неравенство, что может вылиться в очередное кровавое преступление. О том, что книга является предостережением будущих кровавых событий, что могут произойти, если политика не изменится согласна и исследователь африканской культуры и геноцида из Висконсинского университета в Мэдисоне Кэтрин Мара, также назвавшая книгу «долгожданным продолжением предыдущей работы».

## Взгляды
Томсон ранее поддерживала правящий РПФ, пришедший к власти после геноцида, заявив: «Я не была полностью слепа к [их] недостаткам, но чувствовала, что их авторитарные методы [например, казни, которые были задокументированы самой Томсон в начале 1998 года] были необходимы для того, чтобы восстановить мир и безопасность в Руанде». Однако позже она почувствовала себя обманутой. В статье для «Нью-Йорк Таймс» 2014 года Томсон уже рассказывала, что «псевдомир и безопасность» в Руанде сменились на «кошмар тоталитаризма», критикуя РПФ и лично Кагаме за совершённые ими преступления против народа страны, в частности подлог выборов, убийства и насильственные исчезновения политических оппонентов и критиков режима и излишне авторитарное правление.

## Общие оценки
Тимоти Пол Лонгман, профессор политологии Бостонского университета в своей книге 2017 года называет Сьюзен одним из наиболее авторитетных специалистов по Руанде, особенно по постгеноцидной истории и правам человека в стране. Малик Адити, учёный-международник, придерживается того же мнения. Согласно данным Гугл Академии, у Томсон более 1230 цитирований работ на 2022 год, среди них более 700 позже 2017 года.